# Квасниця Віктор Миколайович
Віктор Миколайович Квасниця (8 квітня 1942) — український науковець у галузі мінералогії та кристалографії, професор (2008), доктор геолого-мінералогічних наук (1992). Заслужений діяч науки і техніки України (2016).

## Життєпис
Народився в селі Грицеволя Лопатинської селищної об'єднаної територіальної громади Червоноградського району Львівської області.
У 1969 році закінчив Львівський державний університет.
З 1973 року працює в Інституті геохімії, мінералогії та рудоутворення НАНУ: 1980—1982 роки — вчений секретар, 1990—1996 роки — завідувач лабораторії електронної мікроскопії, від 1996 року — завідувач відділу проблем алмазоносності.
Від 2001 року — президент Українського мінералогічного товариства.
Основні напрями наукової діяльності: вивчення мінералогії надр України та вирішення проблеми діамантоносності її території. Напрями наукових досліджень: мінералогія і кристалографія простих речовин (діаманту, графіту, самородних металів) та супутних їм мінералів; мінералогія діамантоносних порід; онтогенія мінералів; типоморфізм мінералів; кристаломорфологія і кристалогенезис мінералів України.

## Нагороди і почесні звання
- Заслужений діяч науки і техніки України (2016);
- Медаль «У пам'ять 1500-річчя Києва» (1983);
- Медаль імені академіка Є. К. Лазаренка (2012);
- Нагрудний знак «За професійні здобутки» (НАН України) (2012);
- Нагрудний знак «За наукові досягнення» (2008);
- Почесна ювілейна грамота Президії НАН України (2018);
- Почесна грамота Національної академії наук України (2011);
- Диплом Всесоюзного мінералогічного товариства за найкращу науково-популярну книгу 1990 року — «Природные кристаллы Украины» (1992).

## Основні праці
- Квасница В. Н. Мелкие алмазы. — К.: Наукова думка. — 1985. — 220 с.
- Квасница В. Н., Павлишин В. И., Матковский О. И. Природные кристаллы Украины. — Львов: Вид-во «Світ» при Львівському університеті. — 1990. — 120 с.
- Квасница В. Н., Харькив А. Д., Зинчук Н. Н. Природа алмаза. — К.: Наукова думка. — 1994. — 208 с.
- Квасница В. Н., Зинчук Н. Н., Коптиль В. И. Типоморфизм микрокристаллов алмаза. — М.: Недра. — 1999. — 224 с.
- Kvasnytsya V.M., Wirth R. Nanoinclusions in microdiamonds from Neogenic sands of the Ukraine (Samotkan’ placer): а TEM study // Lithos. — 2009. — Vol. 113. — Р. 454—464.
- Kvasnytsya V.M., Wirth R. Micromorphology and internal structure of apographitic impact diamonds: SEM and TEM study // Diamond and Related Materials. — 2013. — Vol. 32. — Р. 7-16.
- Kvasnytsya V.M. Crystal forms of natural microdiamonds // Diamond and Related Materials. — 2013. — Vol. 39. — Р. 89-97.
- Kvasnytsya Victor, Richard Wirth, Larissa Dobrzhinetskaya, Jennifer Matzel, Benjamin Jacobsen, Ian Hutcheon, Ryan Tappero, Mykola Kovalyukh New evidence of meteoritic origin of the Tunguska cosmic body // Planetary and Space Science. — 2013. — Vol. 84. — Р. 131—140.
- Kvasnitsa V.N., Silaev V. I., Smoleva I. V. Carbon isotopic composition of diamonds in Ukraine and their probable polygenetic nature // Geochemistry International. — 2016. — Vol. 54, No. 11. — P. 948—963.
- Kvasnytsya V.M., Kaminsky F.V. Unusual green Type Ib–Iab Dniester–type diamond from Ukrainian placers // Mineralogy and Petrology. — 2021. — Vol. 115, No. 2. — P. 149—160.